# Alma Haas
Alma Haas (Duitsland, Racibórz, 31 januari 1847 – Verenigd Koninkrijk, Londen, 12 december 1932) was een Duits/Britse pianiste en muziekpedagoge.

## Achtergrond
Alme Hollaender werd in Racibórz (toen Duitsland) geboren in een muzikale familie. Vader Isaac Hollaender (1809-1898) was muziekleraar; haar moeder Rosalie Pappenheim (1814-1882), pianiste. Moeder was een verre afstammeling van de dichter Simon Seligmann Pappenheim (1773-1840).  Alma’s  broer Alexis Hollaender werd pianist/dirigent, haar neven Victor en Gustav Hollaender zaten ook in de muziek. Neef Felix Hollaender was schrijver. In 1872 huwde ze in Londen professor in Sanskriet Ernst Haas.

## Muziek
Zij kreeg haar muzikale opleiding aan de Muziekschool in Breslau bij Louis en Margarethe Wandelt. Ze studeerde verder in Berlijn. Haar eerstbekende optreden vond plaats toen ze veertien jaar oud was; ze speelde het Eerste pianoconcert van Felix Mendelssohn Bartholdy. Van 1862 tot 1867 studeerde ze bij Theodor Kullak in Berlijn. In 1868 speelde ze voor het eerst in het Gewandhaus in Leipzig. Vlak daarna begon ze aan een concertreis langs de grote steden in Duitsland en in 1870 zat ze op een podium in Londen. Ze speelde vele concerten maar verzorgde ook solo- en kamermuziekoptredens. Ze gold als een van de belangrijkste vertolkers van de werken van Ludwig van Beethoven en Robert Schumann. Na haar huwelijk stopte ze met concertreizen, na de dood van haar man zou ze weer op de podia te zien zijn. Van 1876 tot 1886 doceerde ze aan het Bedford College, een deel van de universiteit van Londen. In 1887 kortstondig werkzaam aan het Royal College of Music. Daarna had ze de leiding over de muziekafdeling van het King's College London. Ze verzorgde al die tijd eigen concerten en optredens, waarbij ze soms in de Steinway Hall speelde.
Enkele concerten:
- 5 maart 1890: een kort optreden van Alma Haas tijdens een concert in de Steinway Hall met als hoofdartieste van de avond, de Noorse pianiste Agathe Backer-Grøndahl; Ze speelden samen een bewerking door Edvard Grieg van een de Fantasie in C mineur KV475) van Wolfgang Amadeus Mozart;
- december 1895: ze speelde in St.James’s Hall, het Pianoconcert nr. 4 van Beethoven
- 30 juni 1914 in de Aeolian Hall; ze viel in voor een zieke Cécile Chaminade

- Gemeinsame Normdatei: 117737941
- Virtual International Authority File: 37701360
- WorldCat: E39PBJwD4HrCprBcjCqbpcwgrq